# Zhenjiang
Zhenjiang is een stad en prefectuur in het zuidwesten van de oostelijke provincie Jiangsu, Volksrepubliek China. Zhenjiang ligt aan de zuidelijke rechteroever van de Yangtze. Zhenjiang grenst in het westen aan Nanjing, in het oosten aan Changzhou en in het noorden aan Yangzhou.
Zhenjiang is de oude provinciehoofdstad. Hier werkte in de 11e eeuw Shen Kuo, een beroemde astronoom.
Bij de volkstelling van 2020 telde de prefectuur 3.210.418 inwoners. De stad zelf had 1.123.813 inwoners.

## Bestuurlijke indeling
De stadsprefectuur bestaat uit zes stadsdelen, drie districten en drie stadsarrondissementen. In onderstaande tabel de bevolkingscijfers van de census van 2010.
| Kaart 2010 | Kaart 2010          | Kaart 2010 | Kaart 2010    | Kaart 2010 | Kaart 2010  | Kaart 2010 |
| --- | ------------------- | ---------- | ------------- | ---------- | ----------- | ---------- |
| Jingkou district Runzhou district Dantu district Danyang stadsarr. Yangzhong stadsarr. Jurong stadsarr. Yangtze |                     |            |               |            |             |            |
| Stadsdeel | Bestuursvorm        | Hanzi      | Pinyin        | Inwoners   | Oppervlakte | Inw/km²    |
| Stadscentrum |                     |            |               |            |             |            |
| Jingkou | district            | 京口区     | Jīngkǒu Qū    | 601.671    | 343,69      | 1.750,62   |
| Runzhou | district            | 润州区     | Rùnzhōu Qū    | 296.453    | 124,03      | 2.390,17   |
| Voorstedelijk                                                                                                   |                     |            |               |            |             |            |
| Dantu | district            | 丹徒区     | Dāntú Qū      | 302.276    | 617,08      | 489,85     |
| Satellietsteden                                                                                                 |                     |            |               |            |             |            |
| Danyang | stadsarrondissement | 丹阳市     | Dānyáng Shì   | 960.418    | 1.047,24    | 917,09     |
| Yangzhong | stadsarrondissement | 扬中市     | Yángzhōng Shì | 334.886    | 327,35      | 1.023,02   |
| Jurong | stadsarrondissement | 句容市     | Jùróng Shì    | 617.680    | 1.377,86    | 448,29     |
| Totaal | Totaal              | Totaal     | Totaal        | 3.113.384  | 3.840,32    | 810,71     |

## Partnersteden
- Kurashiki (Japan)
- Tsu (Japan), sinds 1984
- Tempe (Verenigde Staten), sinds 1989
- Lac-Mégantic (Canada), sinds 1995
- İzmit (Turkije), sinds 1996
- Londrina (Brazilië), sinds 1997
- Iksan (Zuid-Korea), sinds 1998
- Mannheim (Duitsland), sinds 2004